# Elliott Sharp
Elliott Sharp (Cleveland, Ohio, 1 de marzo de 1951) es un multinstrumentista y compositor de jazz contemporáneo y música clásica.
Ha sido una figura esencial de la escena de vanguardia y experimental de Nueva York desde comienzo de los años 1980,  Sharp ha publicado más de  85 álbumes que incluyen desde blues, jazz, y música orquestal, hasta noise, no wave rock, y música tecno. Fue uno de los primeros en usar computadores en conciertos en directo, en su espectáculo Virtual Stance, de comienzos de los años 1980. Ha usado algoritmos en composiciones experimentales, desde, al menos, 1987. Es además un instrumentista de amplio espectro, tocando la guitarra, el saxofón y clarinete bajo, especialmente. Sharp ha liderado diversos grupos musicales, incluida las bandas de blues, Terraplane y Orchestra Carbon.

## Historial
Sharp aprendió piano clásico desde muy pequeño, tomando en la pubertad la guitarra y el clarinete. Estudió antropología en la Cornell University desde 1969 hasta 1971, además de música y electrónica. Estudió composición clásica con Benjamin Boretz y Elie Yarden; composición de jazz, improvisación y etnomusicología con el trombonista Roswell Rudd; y física y electrónica con Burton Brody. En 1977 se licencia por la Universidad de Buffalo, donde profundizó en técnicas de composición con Morton Feldman y Lejaren Hiller, y en etnomusicología con Charles Keil.
Desde finales de los años 1970, Sharp se estableció en Nueva York. Sus composiciones fueron interpretadas por hr-Sinfonieorchester, el Ensemble Modern, Continuum, la Orquesta del SEM Ensemble, el Kronos Quartet, el FLUX Quartet, Zeitkratzer, The Soldier String Quartet, The JACK Quartet, y el Quintet of the Americas. Sus obras se han presentado en grandes festivales, incluidos el New Music Stockholm Festival (2008), el Hessischer Rundfunk Klangbiennale (2007), y la Bienal de Venecia de 2003 y 2006. Ha publicado música con su propio sello (zOaR music) así como con la discográfica de punk, SST, y otros sellos independientes como Knitting Factory y Tzadik, el sello de John Zorn. La revista Guitar Player en su 30.º aniversario, incluyó a Sharp en su lista de "The Dirty Thirty - Pioneers and Trailblazers".
Ha colaborado regularmente con muchos músicos, incluidos Christian Marclay, Eric Mingus, Zeena Parkins, Vernon Reid, Bobby Previte, Joey Baron, David Torn, Nels Cline, y Frances-Marie Uitti, así como el cantante qawaali Nusrat Fateh Ali Khan, el legendario bluesman Hubert Sumlin, el actor-compositor Eric Bogosian, y los jazzistas Jack DeJohnette y Sonny Sharrock; también con la cantante pop Debbie Harry, y con Bachir Attar, líder de los Master Musicians of Jajouka. fue comisario de la exposición de arte sonoro Volume: Bed of Sound, para el P.S.1 Contemporary Art Center en 2001, que mostró las obras de 54 artistas entre los que estaban Vito Acconci, Tod Dockstader, John Duncan, Walter Murch, Muhal Richard Abrams, Laurie Anderson, Chris & Cosey, Survival Research Laboratories, Ryuichi Sakamoto, Sonic Youth, y Butch Morris.  También dirigió el CD recopilatorio State of the Union, con temas de un minuto de músicos experimentales, además de producir discos a numerosos artistas. 
Sharp fue el objetivo de un documental de Bert Shapiro, Elliott Sharp: Doing the Don't, para Pheasant Eye Films. En 2003 fue premiado por la Foundation for Contemporary Arts. en marzo de 2011, Sharp celebró su 60.º cumpleaños con un fin de semana de conciertos en el ISSUE Project Room, de Brooklyn.

## Discografía

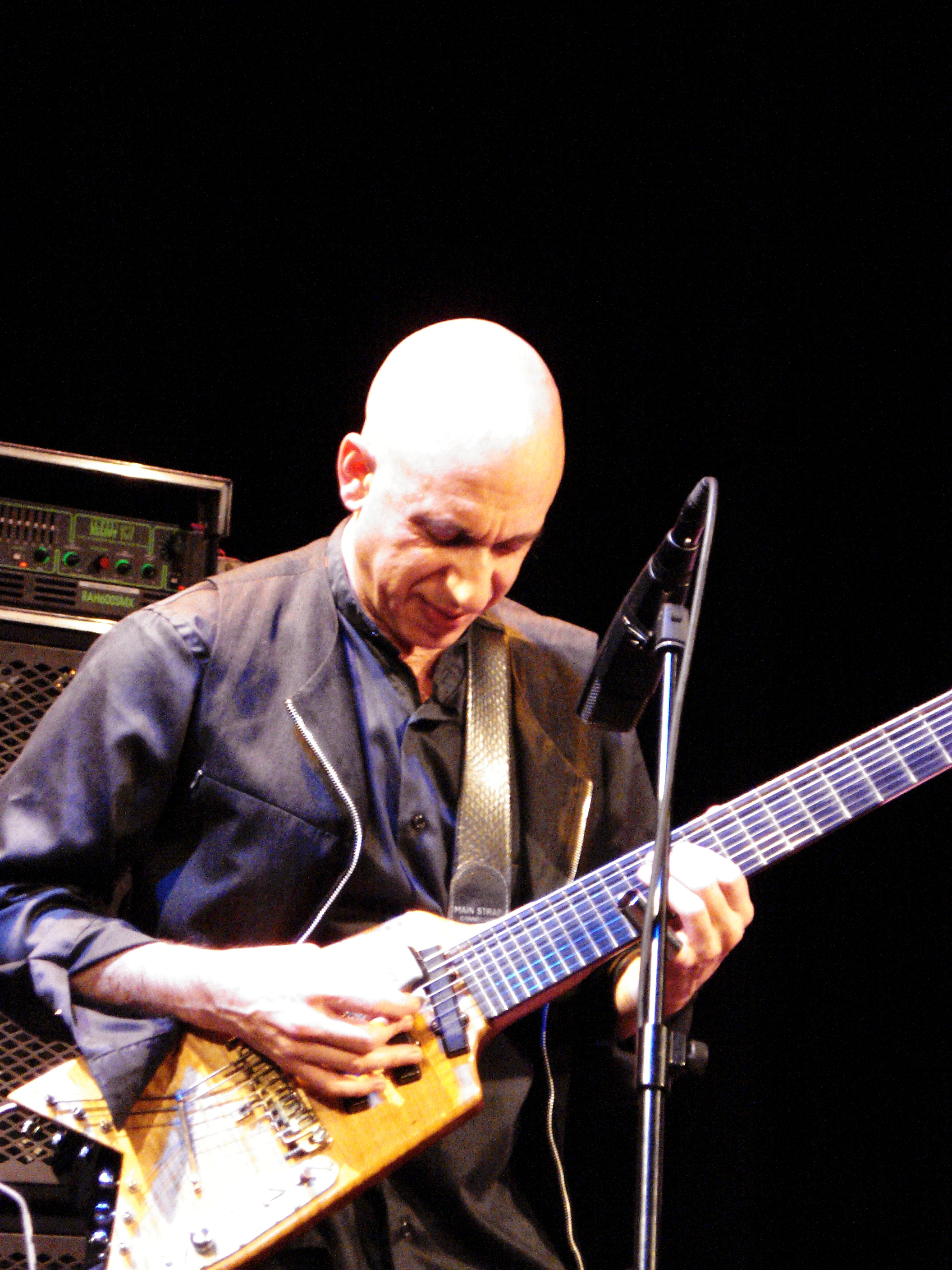
Elliott Sharp en el Festival de jazz de Saalfelden, 2009

## Discografía[13]

### Solo
- Octal Book Three (2015) (Clean Feed Records)
- Octal Book Two (2010)
- Tectonics - Abstraction Distraction (2010)
- Concert In Dachau (2008)
- Octal Book One (2008)
- Solo Beijing (2007)
- Sharp? Monk? Sharp! Monk! (2006)
- Quadrature (2005)
- Velocity of Hue (2004)
- Tectonics - Errata (1999)
- Tectonics - Field and Stream (1997)
- Sferics (1996)
- Tectonics (1995)
- Westwerk (1992)
- K!L!A!V! (1990)
- Looppool (1988)
- Rhythms And Blues (1980)
- Resonance (1979)

### Como líder
- War Zones (2008)
- Radio Hyper-Yahoo (2004) con Tracie Morris, Eric Bogosian, Sim Cain, Maggie Estep, Steve Buscemi, Lisa Lowell, Jack Womack, Eszter Balint, Edwin Torres, Eric Mingus, Steve Piccolo, Gak Sato.
- Raw Meet (2002) con Melvin Gibbs, Lance Carter.
- Autar (2000) con los Músicos Beduinos]] de Muhammad Abu-Ajaj.
- Arc 3: Cyberpunk & the Virtual Stance (1998).
- Arc 2: The Seventies (1998) con Steve Piccolo, Geoff MacAdie, Stewart Gilbert, Kunda Magenau, Denis Williamson, Murry Kohn, Donald Knaack, Bobby Previte, Jim Whittemore, Chris Vine.
- Arc 1: I/S/M (1996) con Art Baron, Michael Brown, Al Diaz, Olu Dara, Bill Laswell, David Linton, Diana Meckley, M.E. Miller, Charles K. Noyes, Bobby Previte, Philip Wilson.
- Boodlers - Counter Fit (1997) con Fred Chalenor, Henry Franzoni, Joseph Trump.
- Boodlers (1995) con Fred Chalenor, Henry Franzoni.
- 'Dyners Club guitar quartet (1994) con Roger Kleier, David Mecionis, John Myers.
- Shamballa (Knitting Factory|Knitting Factory Works) con William Hooker y Thurston Moore, 1993
- Beneath the Valley of the Ultra-Yahoos (1992) con Samm Bennett, Alva Rogers, Anthony Coleman, Victor Poison-Tete, Eugene Chadbourne, Sussan Deihim, Shelley Hirsch, Barbara Barg, K.J. Grant, Lee Ann Brown.
- In The Land of the Yahoos (1987) con Christoph Anders, Sussan Deihim, Elizabeth Fischer, David Fulton, Paul Garrin, Shelley Hirsch, Shigeto Kamada, Christian Marclay, Jane Tomkiewicz.
- I/S/M:R (1982) con Michael Brown, Al Diaz, David Linton.
- Nots (1981) con Art Baron, Olu Dara, Bill Laswell, Diana Meckley, M.E. Miller, Charles K. Noyes, Philip Wilson.

### Música compuesta para películas
- Spectropia (2006)
- Commune (2005)
- The Time We Killed (2004)
- What Sebastian Dreamt (2003)
- Daddy and the Muscle Academy (1991)
- Antigone/Rites of Passion (1990)
- The Salt Mines (1990)